# アセメタシン
アセメタシン（Acemetacin）は、非ステロイド性抗炎症薬（NSAID）で、変形性関節症、関節リウマチ、腰痛、術後の疼痛緩和などの治療に用いられる。

## 効能・効果
- 下記疾患並びに症状の消炎・鎮痛

肩関節周囲炎、腰痛症、頸肩腕症候群、変形性関節症、関節リウマチ
- 手術後及び外傷後の消炎・鎮痛
- 下記疾患の解熱・鎮痛

急性上気道炎（急性気管支炎を伴う急性上気道炎を含む）
リウマチ性炎症のほか、手術後や外傷後の痛み、痛風の発作などにも効果があるとされている。なお、術後の疼痛に対する単回投与については、十分な裏付けが得られていない。

## 禁忌
下記の患者に禁忌である。
- 消化性潰瘍のある患者[注 1]

1. ↑  NSAID長期投与による消化性潰瘍の場合で更なる投与が必要な場合は、慎重投与

- 重篤な血液の異常のある患者
- 重篤な肝障害のある患者
- 重篤な腎障害のある患者
- 重篤な心機能不全のある患者
- 重篤な高血圧症の患者
- 重篤な膵炎の患者
- 製薬成分、インドメタシンまたはサリチル酸系化合物（アスピリンなど）に過敏症の患者
- アスピリン喘息（NSAIDなどによる喘息発作の誘発）またはその既往歴のある患者
- 妊婦または妊娠している可能性のある婦人
- トリアムテレンを投与中の患者

禁忌は基本的に他のNSAIDsと同様で、過去のNSAIDに対する過敏反応（典型的には喘息や皮膚反応）、胃腸や脳の出血、消化性潰瘍、造血器系疾患（貧血、白血球減少）、妊娠第3期などが挙げられる。

## 副作用
重大な副作用は、
- ショック（0.1%未満）、アナフィラキシー様症状
- 消化管穿孔、消化管出血、消化管潰瘍、出血性大腸炎
- 無顆粒球症
- 急性腎不全

さらに活性代謝物（インドメタシン）の重大な副作用は、
- 腸管の狭窄・閉塞、潰瘍性大腸炎
- 再生不良性貧血、溶血性貧血、骨髄抑制
- 皮膚粘膜眼症候群、中毒性表皮壊死症、剥脱性皮膚炎
- 喘息発作（アスピリン喘息）
- 間質性腎炎、ネフローゼ症候群
- 痙攣、昏睡、錯乱
- 性器出血
- 鬱血性心不全、肺水腫
- 血管浮腫
- 肝機能障害、黄疸

である。
一般的な副作用（患者の約1-10%）としては、吐き気、下痢、胃痛、消化性潰瘍などのNSAIDに典型的な胃腸障害、頭痛や眩暈などの中枢神経障害、皮膚反応などがある。消化管の忍容性は、関連薬であるインドメタシンよりも優れている。また、重篤なアレルギー反応や造血器障害の発現率は0.01%未満である。

## 相互作用
NSAIDの典型的な相互作用として以下のようなものが報告されている。
- 他のNSAID、コルチコステロイド：副作用（特に消化性潰瘍、消化管出血）の発現頻度の増加
- 利尿薬、ACE阻害薬、その他の降圧薬：これらの薬効の低下
- ACE阻害薬やシクロスポリンとの併用：腎機能障害のリスク増加
- ワルファリンなどの抗凝固薬：出血のリスクの増加
- ジゴキシン、メトトレキサート：血中濃度の上昇
- リチウム：血中濃度の低下

## 作用機序
シクロオキシゲナーゼ（COX）阻害薬として作用し、抗炎症作用と鎮痛作用を発揮する。体内では一部がインドメタシンに代謝され、同じくCOX阻害薬として作用する。同じ機構によって解熱作用や抗血小板作用も発揮されるが、これらは臨床的には使用されておらず、また典型的なNSAIDの副作用でもある。
インドメタシンと比較して胃障害が軽減されることが利点である。これはロイコトリエンB4の合成や腫瘍壊死因子（TNF）の発現を増加させる作用が弱く、その結果、白血球-内皮の接着の誘導が少ないためと考えられる。

## 薬物動態

アセメタシンの代謝：グリコール酸エステルの切断（緑）によりインドメタシンに活性化され、メチルエーテルや4-クロロ安息香酸の切断（オレンジ）で不活性化される。

腸から迅速かつほぼ完全に吸収される。最高血中濃度には2時間後に到達する。血漿タンパク質との結合率は80-90%である。滑液、滑膜、筋肉、骨における濃度は血中より高くなる。
投与後には活性代謝物であるインドメタシンとは別に、インドメタシンとアセメタシンのO-デスメチル誘導体、デス-4-クロロ安息香酸誘導体、O-デスメチル-デス-4-クロロ安息香酸誘導体、およびこれらの物質のグルクロニド（酵素UGT2B7が少なくとも部分的に関与している）など、多くの不活性代謝物が検出される。定常状態での排泄半減期は4.5±2.8時間（一部のヒトでは16時間）。40%が尿中に、50%が糞中に排出される。

## 化学的特徴
インドメタシンのグリコール酸エステルである。僅かに黄色がかった微細な結晶性の粉末であり、150-153℃で融解する。多形であり、4種類の無水結晶形と2種類の一水和物結晶形が知られている。

## 参考資料
1. ↑  “KEGG DRUG: アセメタシン”. www.kegg.jp. 2021年9月12日閲覧。
2. 1 2 3 4 5 6 7   (German) Austria-Codex. Vienna: Österreichischer Apothekerverlag. (2015)
3. 1 2 3 4 5 6   (German) Arzneistoff-Profile. 1 (18 ed.). Eschborn, Germany: Govi Pharmazeutischer Verlag. (2003). ISBN 978-3-7741-9846-3
4. ↑  “Single dose oral acemetacin for acute postoperative pain in adults”. The Cochrane Database of Systematic Reviews (3):  CD007589. (July 2009). doi:10.1002/14651858.CD007589.pub2. PMC 4170991. PMID 19588437.
5. 1 2  “ランツジールコーワ錠30mg 添付文書”. www.info.pmda.go.jp. 2021年9月12日閲覧。
6. ↑  UK Drug Information on Emflex.
7. ↑  “Mechanisms underlying the anti-inflammatory activity and gastric safety of acemetacin”. British Journal of Pharmacology 152 (6):  930–8. (November 2007). doi:10.1038/sj.bjp.0707451. PMC 2078220. PMID 17876306.
8. ↑  “Lack of effects of acemetacin on signalling pathways for leukocyte adherence may explain its gastrointestinal safety”. British Journal of Pharmacology 155 (6):  857–64. (November 2008). doi:10.1038/bjp.2008.316. PMC 2597236. PMID 18695646.
9. ↑  “Acemetacin”.   MediQ.ch. 2016年9月16日閲覧。